# Nuova Borg El Arab
Nuova Borg El Arab (in arabo:برج العرب الجديدة) è una città industriale nel governatorato di Alessandria, in Egitto. Fa parte della prima generazione di città fondate dall'Autorità per le nuove comunità urbane.